# Triangle de la Ngiri
Triangle de la Ngiri är ett naturreservat i Kongo-Kinshasa, upprättat 2011. Det ligger i provinsen Équateur, i den västra delen av landet, 500 km nordost om huvudstaden Kinshasa. Reservatet omfattar ett skogsområde på 100 000 ha på näset mellan Kongo- och Oubanguifloderna. I reservatet finns Kongoflodens sista population av flodhästar.